# Бондаревське сільське поселення
С. Бондаревське воронезька область Російська Федерація
В селі проживає абсолютна більшість українців, хоча на переписах населення в РФ не всі вказують себе як Українців поселення знаходиться на самому кордоні з Україною і входить до Української етно групи Слобожанщини